# 2024年パリパラリンピックのタンザニア選手団
2024年パリパラリンピックのタンザニア選手団は、2024年8月28日から9月8日までフランスのパリで開催された2024年パリパラリンピックタンザニア選手団の名簿。

## 選手団
- 人員: 選手 1人
- 開会式旗手: ヒルミー・シャウワル

## 種目別選手・スタッフ名簿及び成績

### 陸上
| 選手                 | 種目         | 予選   | 予選       | 決勝     | 決勝     |
| 選手                 | 種目         | 結果   | 順位       | 結果     | 順位     |
| -------------------- | ------------ | ------ | ---------- | -------- | -------- |
| ヒルミー・シャウワル | 男子100m T54 | 16秒08 | 11位 (6着) | 予選敗退 | 予選敗退 |